# Jie Wen-chua
Jie Wen-chua (čínsky pchin-jinem Yè Wénhuá, znaky 葉雯華, POJ: Hióh Bûnhôa), (* 20. února 1976) je bývalá tchajwanská zápasnice – judistka.

## Sportovní kariéra
V tchajwanské ženské reprezentaci se pohybovala od roku 1993 v těžké váze nad 72 kg. V roce 1996 se účastnila olympijských her v Atlantě na místo zraněné Li Siao-chung a vypadla v úvodním kole s Kanaďankou Justin Filteauovou. Od roku 1997 startovala v polotěžké váze do 72 kg (78) kg. Sportovní kariéru ukončila na přelomu dvacátého a jednadvacátého století.

## Výsledky

### Váhové kategorie
| Turnaj            | 1993       | 1994       | 1995       | 1996       | 1997      | 1998      |
| Turnaj            | 17         | 18         | 19         | 20         | 21        | 22        |
| Turnaj            | těžká váha | těžká váha | těžká váha | těžká váha | polotěžká | polotěžká |
| ----------------- | ---------- | ---------- | ---------- | ---------- | --------- | --------- |
| Olympijské hry    |            |            |            | úč.        |           |           |
| Mistrovství světa | —          |            | —          |            | —         |           |
| Asijské hry       |            | 2.         |            |            |           | 5.        |
| Mistrovství Asie  | —          |            | ?          | —          | 2.        |           |
| Univerziáda       |            |            | —          |            |           |           |
| Akademické MS     |            | —          |            | —          |           | 7.        |

### Bez rozdílu vah
| Turnaj            | 1993 | 1994 | 1995 | 1996 | 1997 | 1998 |
| Turnaj            | 17   | 18   | 19   | 20   | 21   | 22   |
| ----------------- | ---- | ---- | ---- | ---- | ---- | ---- |
| Mistrovství světa | úč.  |      | —    |      | —    |      |
| Asijské hry       |      | —    |      |      |      | —    |
| Mistrovství Asie  | 3.   |      | ?    | —    | —    |      |
| Univerziáda       |      |      | —    |      |      |      |
| Akademické MS     |      | —    |      | —    |      | —    |